# Бобслей на зимових Олімпійських іграх 2010 — двійки (жінки)
Змагання жінок на бобах-двійках в програмі Зимових Олімпійських ігор 2010 відбулися впродовж двох днів 23 та 24 лютого 2010 у Ванкуверському санно-бобслейному центрі, Ванкувер, Британська Колумбія.

## Результати
Перші два спуски відбулися 23 лютого, починаючи з 17:00 та 18:00, наступні дві — 24 лютого о 17:00 та 18:15.
Чемпіонка попередньої Олімпіади Сандра Кіріасіс з Німеччини, завершила змагання на четвертому місці. Чинна чемпіонка світу британка Мінік'єлло перевернулася в 12-му повороті при третьому спуску. При останньому спуску розбилася друга російська пара. Друга німецька пара перебувала на 4-му місці, але коли при третьому спуску боб перекинувся в 13 повороті й Лоґш викинуло з нього, пару було дискваліфіковано. Переможці, канадська пара Гамфріс/Мойс, тричі покращували рекорд траси.
В таблиці вгорі курсивом приведений час розгону.
| Місце | Стартовий номер | Країна          | Бобслеїсти                            | Спуск 1          | Спуск 2          | Спуск 3           | Спуск 4    | Сумарний час | Відставання |
| ----- | --------------- | --------------- | ------------------------------------- | ---------------- | ---------------- | ----------------- | ---------- | ------------ | ----------- |
| 1     | 2               | Канада          | Кейлі Гамфріс Гезер Мойс              | 5.12-SR 53.19-TR | 5.11-SR 53.01-TR | 5.11-=SR 52.85-TR | 5.17 53.23 | 3:32.28      | +0.00       |
| 2     | 5               | Канада          | Гелен Аппертон Шеллі-Енн Браун        | 5.17 53.50       | 5.18 53.12       | 5.18 53.34        | 5.18 53.17 | 3:33.13      | +0.85       |
| 3     | 6               | США             | Ерін Пек Елана Меєрс                  | 5.17 53.28       | 5.15 53.05       | 5.16 53.29        | 5.23 53.78 | 3:33.40      | +1.12       |
| 4     | 1               | Німеччина       | Сандра Кіріасіс Крістін Зенкель       | 5.27 53.41       | 5.25 53.23       | 5.26 53.58        | 5.26 53.59 | 3:33.81      | +1.53       |
| 5     | 9               | США             | Брі Шааф Емілі Азаведо                | 5.30 53.76       | 5.28 53.33       | 5.30 53.56        | 5.27 53.40 | 3:34.05      | +1.77       |
| 6     | 4               | США             | Шона Робок Мішель Жепка               | 5.20 53.73       | 5.19 53.36       | 5.20 53.53        | 5.18 53.44 | 3:34.06      | +1.78       |
| 7     | 7               | Німеччина       | Клаудія Шрамм Яніне Тішер             | 5.30 53.65       | 5.28 53.57       | 5.32 53.81        | 5.29 53.65 | 3:34.68      | +2.40       |
| 8     | 11              | Нідерланди      | Есме Камфойс Тіне Веенстра            | 5.24 53.81       | 5.22 53.59       | 5.24 54.09        | 5.23 53.65 | 3:35.14      | +2.86       |
| 9     | 14              | Росія           | Анастасія Скулкіна Олена Дороніна     | 5.38 54.38       | 5.36 53.64       | 5.37 54.08        | 5.35 53.83 | 3:35.93      | +3.65       |
| 10    | 12              | Швейцарія       | Фаб'єн Меєр Ганне Шенк                | 5.29 54.04       | 5.29 54.27       | 5.32 54.00        | 5.31 53.82 | 3:36.13      | +3.85       |
| 11    | 13              | Велика Британія | Пола Вокер Келлі Томас                | 5.36 54.19       | 5.32 53.58       | 5.39 54.47        | 5.38 53.94 | 3:36.18      | +3.90       |
| 12    | 8               | Швейцарія       | Сабіна Гафнер Каролін Спані           | 5.32 54.18       | 5.31 54.70       | 5.30 53.87        | 5.32 54.09 | 3:36.84      | +4.56       |
| 13    | 16              | Італія          | Джессіка Джіллардуцці Лаура Куріоне   | 5.28 54.15       | 5.24 54.37       | 5.28 54.40        | 5.27 54.11 | 3:37.03      | +4.75       |
| 14    | 18              | Бельгія         | Ельфі Віллемсен Ева Віллемарк         | 5.41 54.27       | 5.38 54.40       | 5.46 54.64        | 5.42 54.17 | 3:37.48      | +5.20       |
| 15    | 17              | Румунія         | Кармен Раденович Аліна Вера Савін     | 5.46 54.41       | 5.48 54.46       | 5.52 54.82        | 5.50 54.58 | 3:38.27      | +5.99       |
| 16    | 20              | Японія          | Хіно Манамі Азару Кономі              | 5.56 54.64       | 5.55 54.78       | 5.50 54.65        | 5.54 54.31 | 3:38.38      | +6.10       |
| 17    | 19              | Ірландія        | Аойфе Гої Клер Берджін                | 5.44 55.04       | 5.43 54.49       | 5.43 54.73        | 5.44 54.58 | 3:38.84      | +6.56       |
| 18    | 15              | Росія           | Ольга Федорова Юлія Тімофеєва         | 5.20 54.40       | 5.20 55.21       | 5.20 54.40        | 5.20 57.39 | 3:41.40      | +9.12       |
| 19    | 21              | Австралія       | Астрід Лох-Вілкінсон Сесілія Макінтош | 5.45 54.85       | 5.51 54.66       | 5.47 55.16        | 0.00 !     | 2:44.67      | +9.99 !     |
| 99 !  | 10              | Велика Британія | Нікола Мінік'єлло Джіллієн Кук        | 5.27 53.85       | 5.28 53.73       | 5.29 55.87        | DNS        | 9:99.99 !    | +9.99 !     |
| 99 !  | 3               | Німеччина       | Катлін Мартіні Ромі Лоґш              | 5.22 53.28       | 5.23 53.32       | 5.26 53.39        | DSQ        | 9:99.99 !    | +9.99 !     |